# 波苏埃尔德亚里萨
波苏埃尔德亚里萨，是西班牙阿拉贡自治区萨拉戈萨省的一个市镇。 总面积23平方公里，总人口16人（2001年），人口密度1人/平方公里。